# Предраг Николић
Предраг Николић (Београд, 5. август 1933) је познати филмски, позоришни и тв сценограф. Дизајнирао је сценографију за серијал Луде године (од 2 до 5 дела) и сценографију за тв серију Бољи живот.

## Сценографија
| Год.       | Назив                            | Улога |  |
| ---------- | -------------------------------- | ----- |  |
|            |                                  |       |  |
| 1978.      | Тамо и натраг                    |       |  |
| 1980.      | Дошло доба да се љубав проба     |       |  |
| 1981.      | Љуби,љуби ал главу не губи       |       |  |
| 1982.      | Идемо даље                       |       |  |
| 1983.      | Последње совуљаге и први петли   |       |  |
| 1983.      | Какав деда, такав унук           |       |  |
| 1983.      | Иди ми, дођи ми                  |       |  |
| 1984.      | Позориште у кући                 |       |  |
| 1987.      | Бољи живот: Новогодишњи специјал |       |  |
| 1989.      | Бољи живот (филм)                |       |  |
| 1987-1991. | Бољи живот (серија)              |       |  |